# Los Platinos (Metropolitano)
La estación Los Platinos es una estación del Metropolitano en la ciudad de Lima. Está ubicada en la intersección de la avenida Metropolitana con el jirón Platino en el distrito de Comas.